# سفينة بخارية

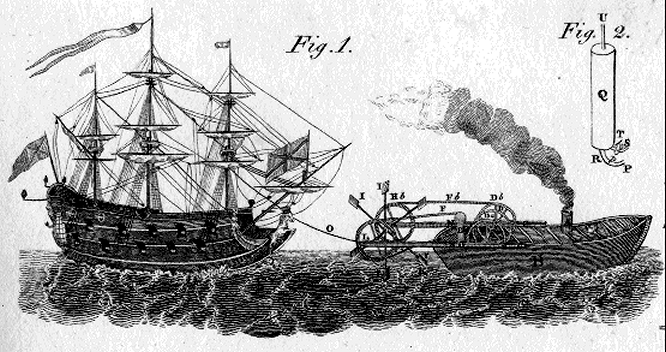
السفينة البخارية براءة اختراع إنجليزية في عام 1736.

السفينة البخارية أو الباخرة هي السفينة تعمل بالطاقة البخارية. والبخار هو ماء في الحقيقة، يتحوّل إلى هذه الحالة بفعل الحرارة، وله طاقة كبيرة في توليد الحركة، تزداد بمقدار ما ترتفع حرارة البخار وتزداد كميته.

## تاريخ
إن أول مَنْ فكَّر بأن الطاقة البخارية قادرة على تحريك السفن هو (بابان) (1647-1714م)، وانتبه علماء آخرون لملاحظته المهمة هذه، ومنهـم المهندس الإسكتلندي جيمس واط (1736-1819م)، الذي يعود إليه الفضل في اختراع الآلة البخارية الأولى ذات الأسطوانة، التي لا يلعب فيها الهواء أيَّ دَوْرٍ، والتي يقوم فيها البخار وحده بتوليد القوة المحركة.
في عام 1778م، شهدت المياه نزول أول سفينة بخارية -للتجربة- فحققت نجاحاً ملحوظاً. هذه السفينة قد صمّمها (دابان) (1751-1832م) الذي بنى سفناً أخرى، برغم الخسائر المادية التي لحقته؛ إذ اضطّر في سنة 1801م مثلاً، أن يهدم قسماً من أقسام بيته، لإكمال بناء إحدى سفنه!.
وتطورت صناعة السفن البخارية على يد الرسام الأمريكي روبرت فلتون، الذي بنى سفينة بخارية شهيرة جداً هي (نوتيلوس)، التي طافت في سنة 1803م، نهر السين في فرنسا وبدأت السفينة كليرمونت خدمة منتظمة في مياه الهدسون وكانت تحمل 100 راكب وبها 54 سريرا أما في أوروبا فقد أدخلت السفينة كوميت أول خدمة للركاب بين غلاسكو وهنلسبرج على نهر كلايد وكانت تسيير بسرعة حوالي 6 عقدة في الساعة.

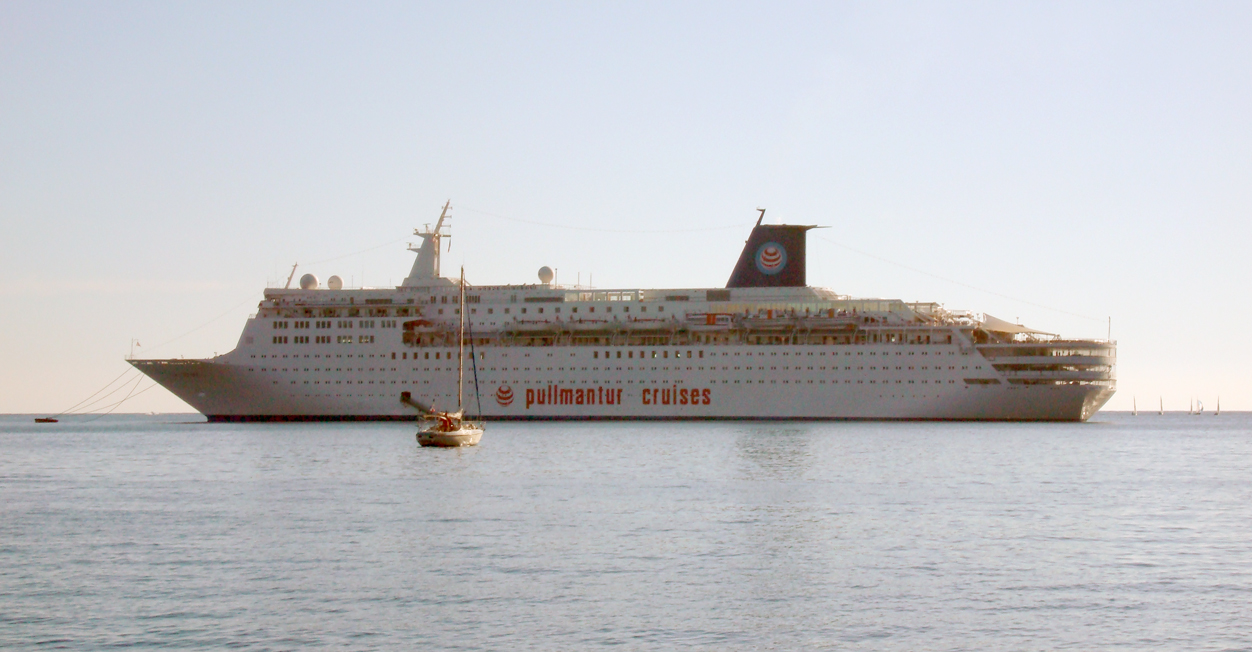
سكاي وندر أخر سفينة ركاب تعمل بالبخار تم بنائها في 1984.

وأخذ فولتون يفكر بإنشاء خدمة منتظمة في الأنهار الأمريكية مستخدما القوارب البخارية وقد طلب تصنييع الأجزاء اللازمة لمشروعه في إنجلترا وقام بتجميعها في الولايات المتحدة واستخدم آلته الجديدة على القارب كليرمونت وهو قارب تمكن عام 1807 من الإبحار في نهر هدسون قاطعا مسافة 32 ساعة ذهابا و 30 ساعة إيابا وهو يحمل أول راكب.
وبعد أربع سنوات، وضع في الخدمة في نهر (هدسون) في أميركا، سفينة (كليرمون) التي بلغ طولها (40 متراً)، وسرعتها (6 كم) في الساعة. وشهد عام 1819م، نزول السفينة البخارية الشهيرة (سافانا) التي عبرت المحيط الأطلسي ورست في ليفربول توقد استغرقت الرحلة 27 يوما لم تستخدم السفينة قوة البخار لأكثر من 85 ساعة فقد اعتمدت أيضاً على الأشرعة.
في عام 1852 قامت سفن شركة كولنز الأمريكية بعبور المحيط الأطلسي في عشرة أيام وكانت أول سفينة تجهز بحمامات وقد أخذت الآلات حسن بمرور الأعوام وحلت السفن البخارية محل السفن الشراعية نهائيا وفي النصف الثاني من القرن التاسع عشر كانت السفن البخارية تجوب كل البحار وكانت حجرات الدرحة الأولى مجهزة بأثاث فاخر بحيث تتيح لركابها أقصى درجات الراحة بينما ركاب الدرجة الثالثة كانوا يسافرون بدون إطمئنان.